# 掛谷英紀
掛谷英紀（かけや ひでき、1970年10月11日 - ）は、日本の情報工学者（メディア工学）。筑波大学システム情報系准教授。イラネッチケーの開発者。博士（工学）。
大阪府出身のメディア工学者。3次元画像工学、裸眼立体ディスプレイ、自然言語処理、機械学習などをテーマとした学際的研究に従事している。

## 略歴
- 1970年（昭和45年） 大阪府生まれ[5]。洛星中学校・高等学校の32期生[6]。
- 1993年（平成5年）3月 東京大学理学部生物化学科卒業[7]
- 1995年（平成8年）3月 東京大学大学院工学系研究科計数工学専攻（現・東京大学大学院情報理工学系研究科数理情報学専攻及びシステム情報学専攻）修士課程修了[7]
- 1998年（平成10年）
  - 3月 東京大学大学院工学系研究科先端学際工学専攻博士課程修了[7][1]
  - 4月 通信総合研究所職員[7]
- 2001年（平成13年）6月 筑波大学機能工学系講師[7]
- 2004年（平成16年）4月 筑波大学システム情報工学研究科講師[7]
- 2007年（平成19年）7月 筑波大学システム情報工学研究科准教授[7]
- 2011年（平成23年）10月 筑波大学システム情報系准教授[7]

## 受賞
- 1995年（平成8年） 世界エネルギー会議ユースエネルギーシンポジウム日本代表選出[7]
- 1998年（平成10年）
  - 電通国際情報サービス「学生・報通信論文」佳作受賞[7]
  - 納税協会「税の小論文」佳作受賞[7]
  - “ニューロウィンドウ連想記憶の統計神経力学”により日本神経回路学会奨励賞[7][8]
- 2001年（平成13年） Discover Magazine Awards forTechnological Innovation Finalist[7]
- 2012年（平成14年） 筑波大学システム情報系教育貢献賞[7]
- 2013年（平成15年） コンピュータ外科学会講演論文賞（共著）[7]
- 2016年（平成18年） 3DSA Best Paper Award[7]
- 2018年（平成20年） 3DSA Best Paper Award[9]

## 著書

### 単著
- 『日本の「リベラル」―自由を謳い自由を脅かす勢力』新風舎、2002年8月1日。ISBN 9784797421187。
- 『学問とは何か：専門家・メディア・科学技術の倫理』大学教育出版、2005年4月20日。ISBN 9784887306059。
- 『学者のウソ』SBクリエイティブ〈ソフトバンク新書〉、2007年2月16日。ISBN 9784797337068。
- 『「先見力」の授業 AI時代を勝ち抜く頭の使い方』かんき出版、2018年2月21日。ISBN 9784761273224。
- 『知ってますか?理系研究の“常識":研究・論文・プレゼンの作法』森北出版、2020年7月31日。ISBN 9784627973619。
- 『人類の敵 -共産主義勢力から自由を守る方法-』集広舎、2021年1月25日。ISBN 9784867350027。
- 『学者の暴走』扶桑社新書、2021年7月2日。ISBN 9784594088064。
- 『学者の正義』扶桑社新書、2023年12月21日。ISBN 9784594096038。

### 共著
- 遠藤靖典、村尾修、伊藤誠、掛谷英紀、岡島敬一、宮本定明『リスク工学との出会い』コロナ社〈リスク工学シリーズ 1〉、2008年3月。ISBN 9784339079210。
- 本田捷夫監修、掛谷英紀『立体映像技術―空間表現メディアの最新動向』シーエムシー出版、2008年8月1日。ISBN 9784781300382。
- 遠藤靖典、村尾修、岡本健、掛谷英紀、岡島敬一、庄司学、伊藤誠『リスク工学の基礎』コロナ社〈リスク工学シリーズ 3〉、2008年9月1日。ISBN 9784339079234。
- 野村港二他、掛谷英紀『研究者・学生のためのテクニカルライティング―事実と技術のつたえ方』みみずく舎、2009年5月。ISBN 9784872119473。
- 掛谷英紀〈担当:分担執筆, 範囲:高解像度裸眼立体ディスプレイのHUD応用〉）『車載用ディスプレイ・操作インターフェース～自動運転・高度情報化時代のHMIとその要素技術～』サイエンス＆テクノロジー株式会社、2017年9月28日。ISBN 9784864281553。
- 掛谷英紀〈担当:分担執筆, 範囲:フルハイビジョン裸眼立体ディスプレイの表示技術と医療、自動車への応用『VR/AR技術の開発動向と最新応用事例』技術情報協会、2018年2月1日。ISBN 9784861046940。
- 川口マーン惠美、掛谷英紀、有馬純、加藤康子、藤枝一也、杉山大志ほか『SDGsの不都合な真実』宝島社、2021年。ISBN 9784299020987。